# Гуатире
Гуатире — город в Венесуэле, штат Миранда. Является частью агломерации Большого Каракаса. В 2006 году население города составляло 200 417 человек.

## Известные уроженцы
- Рональд Варгас, футболист
- Ромуло Бетанкур, президент Венесуэлы